# 靠背壟

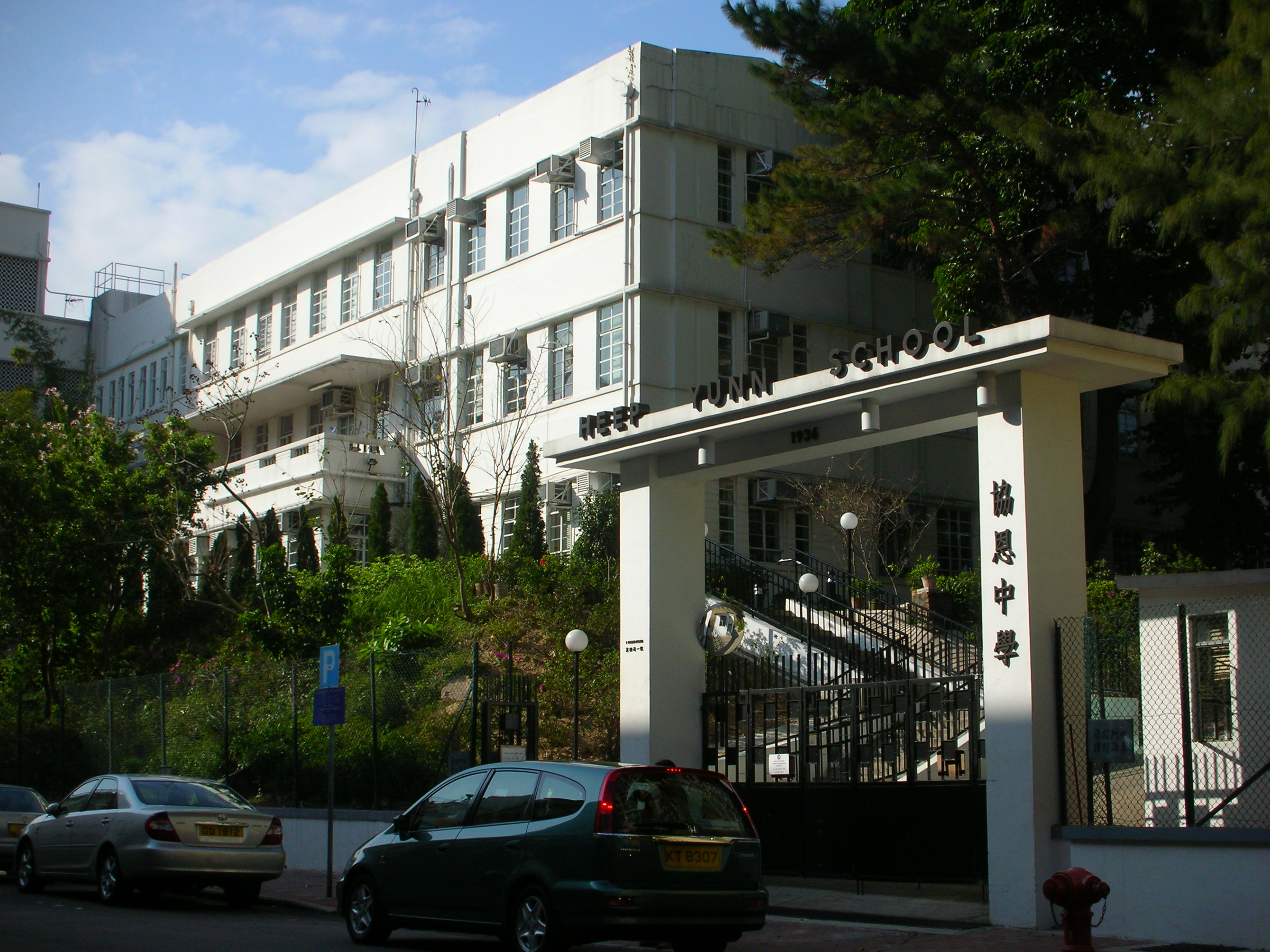
協恩中學為靠背壟地標

靠背壟（英語：Kau Pui Lung）為香港九龍中部九龍城區一處谷地，旁邊有一座靠背壟山，位於老龍坑、採石山（何文田）、馬頭圍及土瓜灣之間。靠背壟主要為住宅及學校區，區内有著名傳統名校協恩中學及附屬小學。
隨著土瓜灣的發展及港鐵土瓜灣站落成，其名氣蓋過周邊的少用地名，政府及媒體亦會不時將附近之馬頭圍、馬頭涌、馬頭角、靠背壟歸入土瓜灣。例如，媒體會將位於靠背壟之農圃道18號歸入土瓜灣。

## 地理位置
靠背壟之具體位置為東面以馬頭圍道、天光道、靠背壟道及高山道與土瓜灣為界，南面以江西街與老龍坑為界，西面以靠背壟山與何文田為界，西北面以鄧鏡波學校與何文田為界，北面以天光道遊樂場及馬頭圍道遊樂場與馬頭圍為界。

## 歷史
靠背壟谷地以前有一靠背壟村，建有十多間村屋，位於現今天光道和農圃道交界。香港開埠初期，谷地被發展為大型農地，農圃道因而得名。1913年農地改建成靠背壟墳場，佔地19頃，部分為疫症墳場，安葬1894到1901年間因鼠疫而死的人。墳場於1948年移除，靠背壟村亦於1955年被清拆。周邊土地用途曾為學校、軍營、難民營、青年拘留所等。農圃道18號位置於戰後曾是一個小型英軍基地，在越南船民湧港的時候改建成難民營。而對面的農圃道11號亦曾用作青年拘留所。由於難民營、青年拘留所等設施可能對人口漸增的鄰近社區造成治安壓力，故此農圃道11號及農圃道18號分別於1998年和2000年改為住居樓宇，現已成為一學校及住宅區。
美善同道一帶六十年代建有不少合作社樓房，市區重建局於2021年起提出欲收購重建。

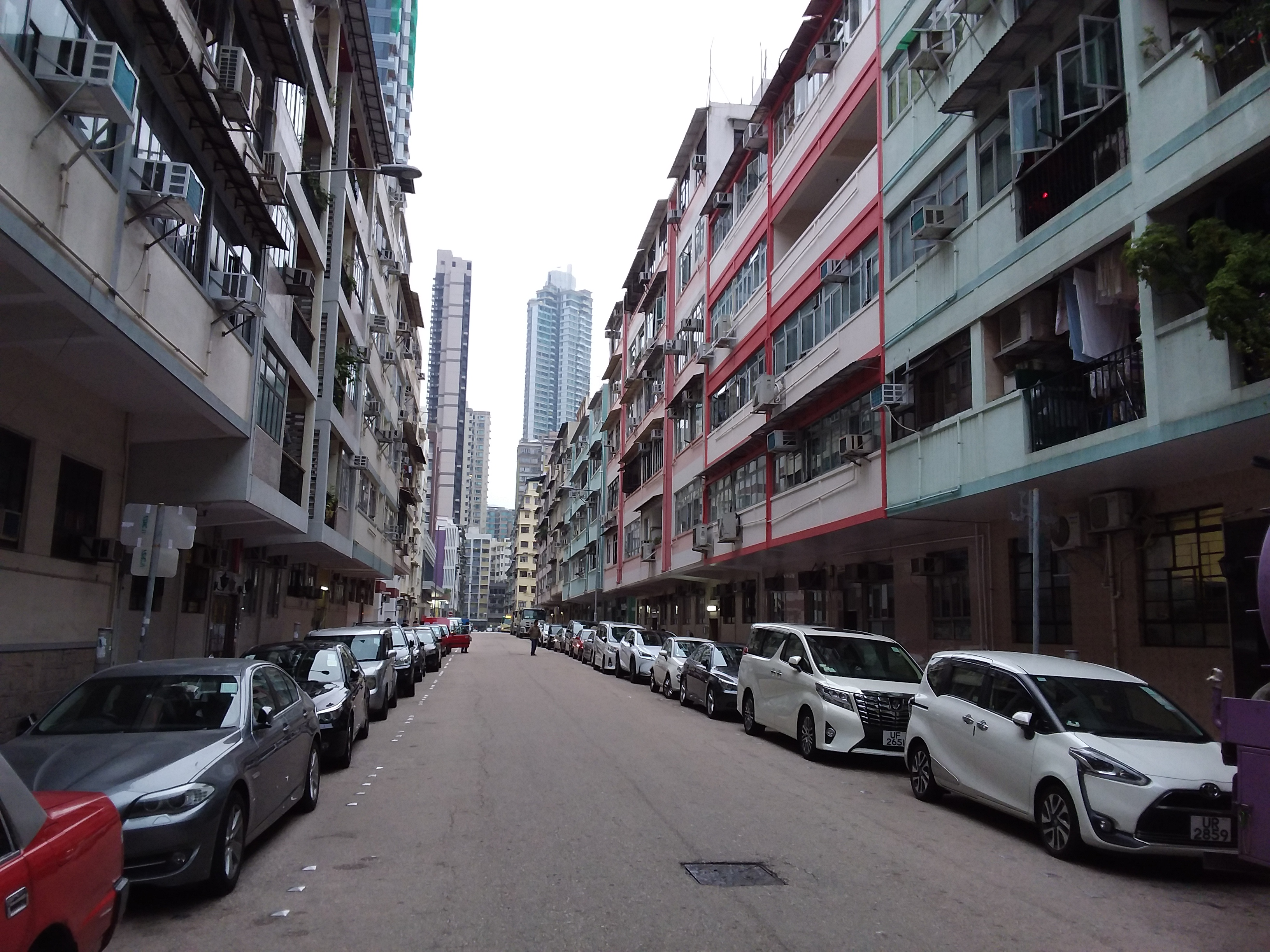
美善同道一帶的合作社樓房。

## 社區環境

### 私人屋苑
- 半山壹號及基座商場壹號名薈
- 農圃道18號及基座商場
- 帝庭豪園

### 資助房屋
- 樂民新村

## 教育

### 中學
- 協恩中學及附屬小學
- 新亞中學
- 閩光書院
- 鄧鏡波學校

### 小學
- 農圃道官立小學
- 九龍城區街坊福利會小學 (已結束辦學）
- 保良局林文燦英文小學 (初小課程）
- 獻主會聖馬善樂小學

## 交通

### 主要街道
- 天光道
- 農圃道
- 靠背壟道

## 區議會議席分佈
為方便比較，以下列表以常康街、常健街、天光道遊樂場以南、馬頭圍道、浙江街以北、靠背壟道以東為範圍。
| 年度/範圍                          | 1994-1999        | 2000-2003        | 2004-2007        | 2008-2011        | 2012-2016        | 2020-2023        |
| ---------------------------------- | ---------------- | ---------------- | ---------------- | ---------------- | ---------------- | ---------------- |
| 常康街、常健街、天光道             | 何文田選區一部分 | 何文田選區一部分 | 何文田選區一部分 | 何文田選區一部分 | 何文田選區一部分 | 何文田選區一部分 |
| 天光道遊樂場以南、農圃道及半山壹號 | 樂民選區一部分   | 樂民選區一部分   | 樂民選區一部分   | 樂民選區一部分   | 樂民選區一部分   | 樂民選區一部分   |
| 美善同道、美善同里、浙江街以北     | 馬頭角選區一部分 | 馬頭角選區一部分 | 馬頭角選區一部分 | 馬頭角選區一部分 | 馬頭角選區一部分 | 馬頭角選區一部分 |

註：以上主要範圍尚有其他細微調整（包括編號），請參閱有關區議會選舉選區分界地圖及條目。